# 中村礼子
中村 礼子（なかむら れいこ、1982年5月17日 - ）は、日本の元競泳選手。専門種目は背泳ぎ。東京スイミングセンター（東京SC）所属。2004年アテネオリンピック・2008年北京オリンピックの200m背泳ぎで2大会連続銅メダルを獲得した。

## 人物
神奈川県横浜市都筑区出身。3歳の時ヨコハマスイミングクラブで水泳を始める。
横浜市立勝田小学校、横浜市立茅ヶ崎中学校、湘南工科大学附属高等学校、日本体育大学卒業。
年上に稲田法子・中尾美樹・中村真衣・萩原智子、年下に寺川綾・伊藤華英と、同じ種目のライバル選手が多く、大学入学までは目立った活躍はなかった。
日体大ではインカレの200m背泳ぎで史上初の4連覇を達成。大学対抗戦女子優勝に貢献した。
2001年を境にして稲田・中村（真）・萩原の引退、寺川の不振などもあり、日本代表に定着。
2004年、大学4年次のアテネオリンピックで、100m背泳ぎ4位入賞、200m背泳ぎ銅メダル。4×100mメドレーリレー5位入賞。
大学卒業後、東京スイミングセンターに移籍。
2005年、世界水泳選手権銅メダル、北京オリンピック銅メダルをいずれも200mで獲得した。2大会連続のメダル獲得は、日本の競泳女子では72年振り。また、100mで6位入賞、4×100mメドレーリレーでは6位入賞に貢献した。
現在までに日本水泳選手権大会背泳ぎ200m5回・100m2回の優勝の実績がある。
北島康介は所属クラブと大学が同じで同学年ということもあり、親しい関係にある。大学卒業後は北島と異なり大学院には進まず、所属クラブ職員として選手活動を続けていたが、2008年10月6日に現役引退を表明した。現在は所属する東京スイミングセンターでコーチのアシスタントとして活動している。
2009年8月16日、8歳年上の会社員と結婚した。2010年5月18日に第1子（長女）、2012年12月9日に第2子（次女）を出産。

### 水着問題への対応
中村は個人的にアシックスの水着を好んでおり、同社も中村を競泳水着の「顔」として売り込みを図っている。しかし、英国SPEEDO社が「レーザー・レーサー」を発表。中村は北京五輪代表権獲得後、積極的にそのテストを行っている。
2008年6月6日、「ジャパンオープン」では「レーザー・レーサー」を着用。100m背泳ぎで、伊藤に簡単に塗り替えられた日本新記録をまた更新する。レース後のインタビューでは、改めて「レーザー・レーサー」の性能に驚いていた。北京オリンピックではその「レーザー・レーサー」を着用してレースに臨んでいた。

## 主な戦歴
- アテネオリンピック（2004年）
  - 女子100m背泳ぎ 4位入賞（タイム：1分01秒05）
  - 女子200m背泳ぎ 銅メダル（タイム：2分09秒88、当時の日本記録を更新）
  - 女子400mメドレーリレー 5位入賞（タイム4分04秒83、田中雅美・大西順子・永井奉子と共に出場）
- 世界水泳モントリオール大会（2005年）
  - 女子200m背泳ぎ 銅メダル（タイム：2分10秒41）
- ビクトリアパンパシフィック水泳選手権大会（2006年）
  - 女子200m背泳ぎ 金メダル（タイム：2分08秒86、日本新記録）
- 世界水泳メルボルン大会（2007年）
  - 女子100m背泳ぎ 銅メダル（タイム：1分00秒40、日本新記録）
  - 女子200m背泳ぎ 銅メダル（タイム：2分08秒54、自身の持つ日本記録を0秒32更新）
- 日本選手権（2007年）
  - 女子100m背泳ぎ 優勝（タイム：1分0秒29、自身の持つ日本記録を0秒11更新）
- 競泳ジャパンオープン2008
  - 女子200m背泳ぎ 優勝（タイム:2分03秒24、短水路世界新記録(当時)。2008年4月11日にカースティ・コベントリーが礼子のタイムを上回る2分0秒91の短水路世界新記録を出す）
- 日本選手権（2008年）
  - 100m背泳ぎ予選で日本女子選手史上初の1分突破となる59秒96の日本新記録。なおこの記録は決勝で優勝した伊藤華英にあっさりと破られてしまった（59秒83）。中村は1分オーバーで2位だったがこの種目の五輪出場権を獲得。
- 北京オリンピック（2008年）
  - 女子100m背泳ぎ 6位（タイム：59秒72）
なお予選では59秒36の日本記録を樹立した。
  - 女子200m背泳ぎ 銅メダル（タイム：2分7秒13、日本新記録）
アテネオリンピックからの2大会連続メダル獲得は女子日本水泳競技史上前畑秀子以来72年振りの快挙である。
  - 女子400mメドレーリレー 6位入賞（タイム3分59秒54、北川麻美・加藤ゆか・上田春佳と共に出場）

## 記録
- 50m背泳ぎ　28秒25（当時日本新記録）[9]
- 100m背泳ぎ　59秒36（当時日本新記録）[10]
- 200m背泳ぎ　2分07秒13（日本記録）[11]